# اسکار ویسیچ
اسکار ویسیچ (انگلیسی: Oscarre Vicich; ۲۶ ژوئن ۱۹۲۲ – ۱۷ فوریهٔ ۱۹۹۴) بازیکن فوتبال اهل ایتالیا بود.
از باشگاه‌هایی که در آن بازی کرده‌است می‌توان به باشگاه فوتبال رییکا، باشگاه فوتبال سمپدوریا، باشگاه فوتبال یوونتوس، و باشگاه فوتبال اودینزه اشاره کرد.